# 承認の飾り書き

Krul

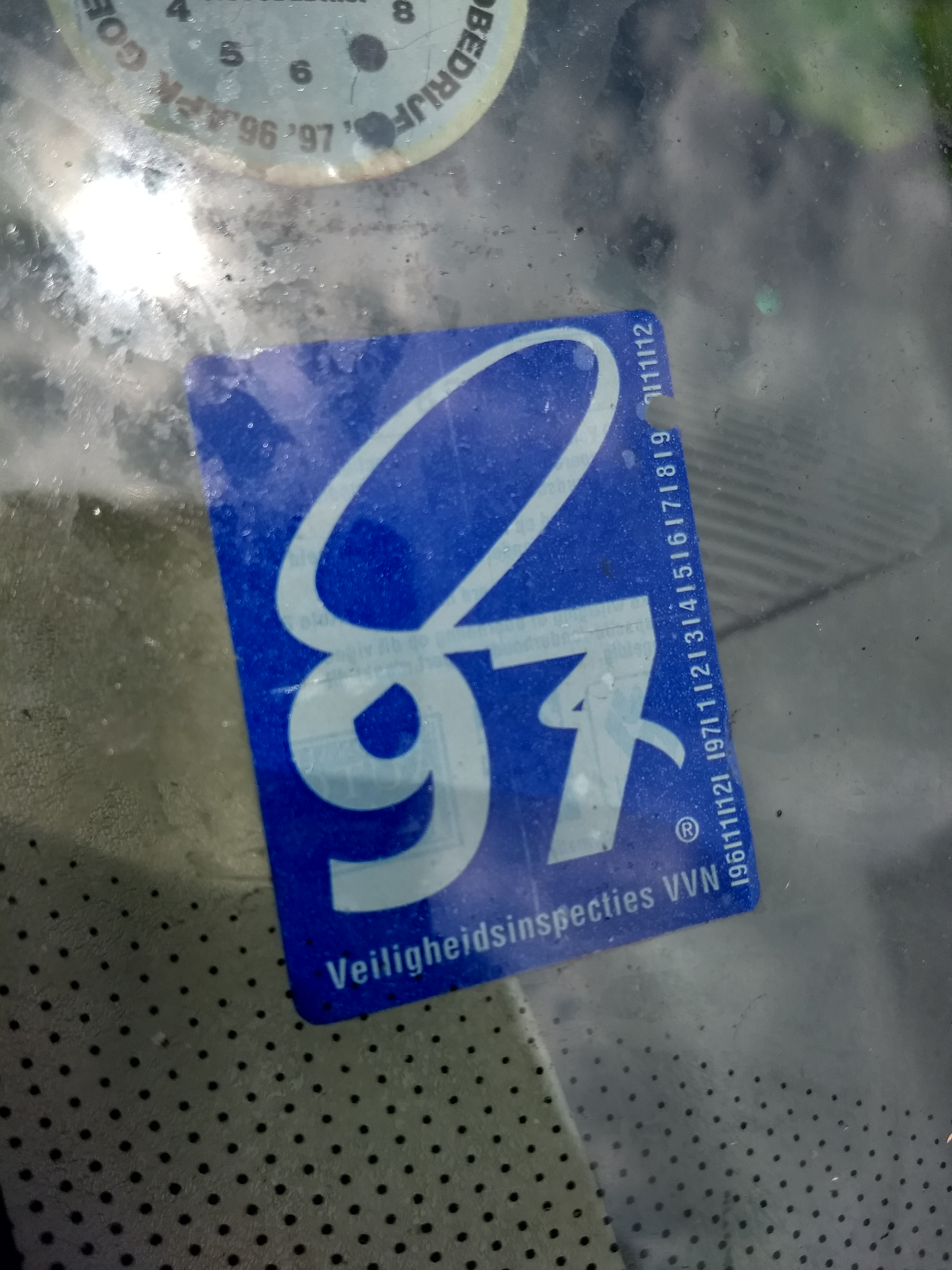
承認された車両のフロントガラスの裏に張られたオランダ交通安全協会の「承認のクルール」ステッカー。

承認の飾り書き（蘭:  Goedkeuringskrul）またはクルール（蘭: Krul〈英語のcurlの意味〉、krulletje）は、学業の等級付けのため、あるいはある段落を見て、同意したことを示すために主にオランダで使用されるシンボルである。
「Krul」は19世紀初期にオランダの官僚機構の増大と共に初めて現われた。歴史家らは、この記号がよい（goed）または見た（gezien）を意味する急いで書かれた 'g' に由来すると考えている。
この記号はインドネシアや南アフリカ、オランダ領アンティル、スリナムのような（旧）オランダ植民地を別にして、オランダ以外ではほとんど使われない。
オランダ国内と旧植民地の至る所で広く使われているにもかかわらず、このシンボルにはユニコードが割り当てられていない。